# Hrnčiarske Zalužany
Hrnčiarske Zalužany – wieś (obec) na Słowacji położona w kraju bańskobystrzyckim, w powiecie Poltár. Pierwsze wzmianki o miejscowości pochodzą z roku 1362.
Według danych z dnia 31 grudnia 2012, wieś zamieszkiwało 870 osób, w tym 450 kobiet i 420 mężczyzn.
W 2001 roku rozkład populacji względem narodowości i przynależności etnicznej wyglądał następująco:
- Słowacy – 98,4%
- Czesi – 0,11%
- Węgrzy – 0,8%

Ze względu na wyznawaną religię struktura mieszkańców kształtowała się w 2001 roku następująco:
- Katolicy rzymscy – 83,92%
- Ewangelicy – 4,22%
- Prawosławni – 0,11%
- Ateiści – 8,67%
- Nie podano – 2,74%